# Hieracium eustomon
Hieracium eustomon là một loài thực vật có hoa trong họ Cúc. Loài này được Roffey mô tả khoa học đầu tiên năm 1925.